# 依岡左京進
依岡 左京進（よりおか さきょうのじょう）は、戦国時代から安土桃山時代にかけての武将。土佐一条氏、後に長宗我部氏の家臣。伊与野城主。

## 略歴
もとは土佐一条氏の家臣であったが、天正元年（1573年）9月に一条兼定を隠居させ実権を握った羽生道成・為松若狭守・安並和泉守ら家老の横暴に義憤を抱き、加久見左衛門らと共に老臣らを強襲、討伐した。
その後、長宗我部元親の直参となり、元親に降らなかった一門らを攻め、五百町の領地を与えられる。添の川（現幡多郡大月町添ノ川）から伊与野（現宿毛市小筑紫町伊与野）に移り、奥内及びその南、南西、三原郷内の諸領を掌握した。
天正9年（1581年）、伊予国三滝城攻めに従軍、北之川親安を一騎撃ちで破る。翌天正10年（1582年）、元親の内命を受け隠密として京都情勢を探索中、本能寺の変が起こると直ちに書簡にてその情勢を元親に報じると共に、本州進出の準備を進めた。天正13年（1585年）、元親に従って豊臣秀吉に謁見する。同年7月、秀吉の四国征伐で、長宗我部信親の下で善戦する。和睦談判中、紀州根来寺の僧兵に秀吉討伐を献策した。
天正14年（1586年）、秀吉による九州平定での豊後戸次川合戦で、2万5000の島津義久の陣地に斬り込み奮戦したが、長宗我部信親や土佐700人の将兵らと共に討ち死した。

## 右京進
『南路志』や『土佐物語』は、添の川城主を左京とし、伊与野城主を「依岡右京」あるいは「依岡近江」としている。また、『土佐國古城略史』は、元親から五百町の恩賞を賜ったのは伊与野城主依岡右京進としており、『土佐古城伝承記』は添の川城主を右京之助としている。さらに、『土佐名家系譜』は、左京進と右京進を同一人物の伊与野城主だとしている。
左京進の別名が右京進であったのか、別人が存在したのかは、上の通り諸説ある。

## 墓所・碑
- 戦死した上戸次の山崎にある成大寺（じょうだいじ）境内に建てられている「信親公忠死御供之衆」碑に依岡右京進の名が刻まれている。また、慰霊塔、鎮魂碑がある。
- 高知県幡多郡大月町添ノ川字北城山には左京の墓が、添ノ川字依岡古土居には右京の墓がある。

## 子孫
末裔には依岡省三（日沙商会創立者）、依岡省輔（鈴木商店幹部）がいる。